# ハンス・バルドゥング
ハンス・バルドゥング・グリーン（Hans Baldung Grien/Grün, 1484年/1485年 - 1545年）は、ルネサンス期のドイツの画家、版画家（木版画）。アルブレヒト・デューラーの最も優れた弟子と考えられている。 Grien/Grün（グリーン/グリューン）は緑の衣服を好んだとされることからつけられた仇名である。

## 生涯と初期
ハンス・バルドゥングは、1484年または1485年にドイツ・シュヴァーベンのシュヴェービッシュ・グミュントにおいて、法律家の子として誕生した。1492年、彼はシュトラースブルクに移住する。一家の男性の中で、彼のみが大学に進学しなかった。これは、当時の画家としては特異な経歴であると言える。バルドゥングは生涯の大部分をストラスブールとフライブルクで過ごした。

## デューラーの工房にて
1503年、バルドゥングはニュルンベルクに所在するアルブレヒト・デューラーの工房に入った。この時までに、おそらくストラスブールにおいて若干の絵画の修行を積んでいたと考えられる。彼は1507年までデューラーの工房に在籍し、デューラーが2度目のイタリア旅行に出ている期間には、工房の運営を任されていたようである。「グリーン（緑）」という彼の異名は、このニュルンベルク滞在中に付けられた可能性が高い。工房には3つの組合が存在したとされ、後に彼のモノグラムにもう1文字を加える際に、その組合名に由来する文字が用いられたという説がある。一方で、「グリーン」はドイツ語の「grienhals」（魔女）に由来するという説も存在する。1521年にデューラーがオランダへ旅行した際の日記には、バルドゥングの人物と作品に対する強い関心が記されている。デューラーの死後、バルドゥングは親密な友情の証として一房の髪の毛を送った。

## ストラスブールとフライブルクでの活動
1509年、バルドゥングはストラスブールの市民権を獲得し（現在のフランスに位置するが、当時はドイツ領であった）、同地で生活を送った。1513年にはフライブルクへ赴き、同地の大聖堂に設置される大規模な祭壇飾り（アルターピース）の制作に取り組み、1516年にこれを完成させた。1517年にストラスブールに戻ると、1545年に同地の評議会議員として死去するまでその地に留まった。彼の妻であるマルガレーテ・ヘルリンは、その地域の著名な一族の出身であり、広大な土地を所有していた。

## 代表作
- 『死と乙女 Der Tod und die Frau』（1517年）スイス、バーゼル市立美術館

## 作品
何人かの研究家たちが彼の最初の仕事だと主張しているのは、バーデン＝バーデン近郊のリヒテンタール修道院礼拝堂にある、「H.B.」というモノグラムが織り交ぜられた数点の祭壇画である。そこには1496年の日付がある。また、神聖ローマ皇帝マクシミリアン1世の肖像画も初期の作品の一つである。こちらは、現在カールスルーエの印刷博物館にあるスケッチブックの記述から、1501年に描かれたものとわかっている。1507年の『Der Sebastiansaltar（聖セバスティアン三連祭壇画）』は彼の苦心の成果であり、ザクセンのハレのマルクト教会のために描かれた。
バルドゥングの西洋古典版画はデューラーに似ているが、様式が（そして時にはテーマも）独特のものがある。そこにはほとんどイタリアの影響は見られない。木版画に較べれば彼の絵画はさして重要なものではないと言っていいくらい、彼は木版画の仕事をメインにこなしてきた。エングレービングで作られた作品は6点しかないが、とても優れたものである。キアロスクーロ木版画が流行すると、彼もそれを作った。1枚の木版画に1510の階調を付けたという。数百に及ぶ彼の木版画のほとんどは本のための依頼で、当時はそれが普通だった。彼の「零葉」木版画（つまり本の挿絵ではないということ）は100に満たないと言われるが、その正確な数に関しては、2冊のカタログで異なっている。
バルドゥングは魔女に強い関心を持っていて、ガッシュで仕上げられた美しいスケッチの他、さまざまな媒体にたくさんの絵を描いた。その技術処理は、他の彼のどの作品よりも官能的である。

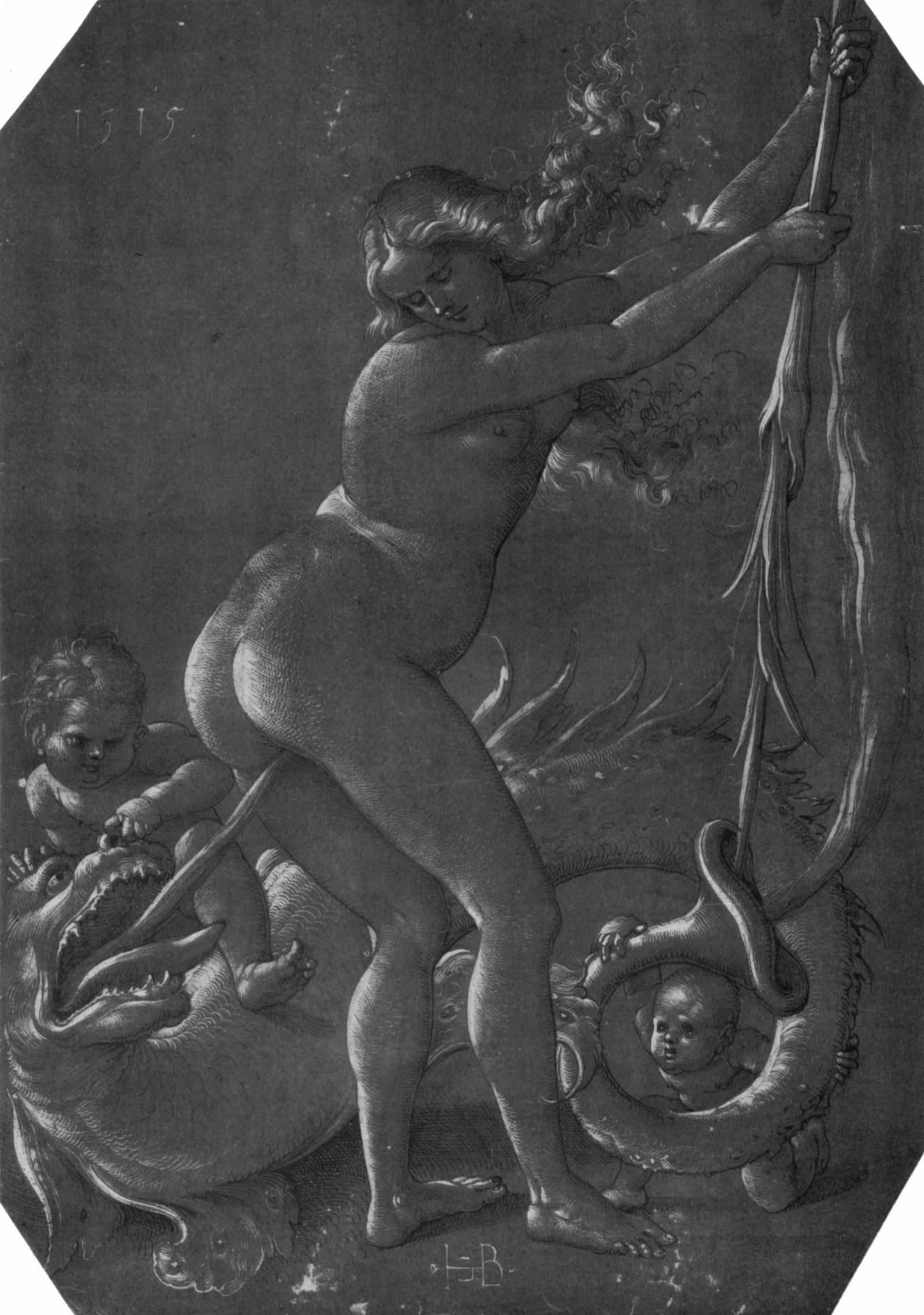
『魔女とドラゴン Stehende Hexe mit Ungeheuer 』

製図工としての完全な正確さはなく、彼の人体構造のとらえ方は、時に不快なものがある。また、過度におびただしく飾り立てた装飾品も彼の悪趣味をあらわにしている。彼の絵で、パグ（ブルドッグに似た小型の愛玩犬）に似た人の顔以上に特徴的なものもないだろう。雰囲気や光と影を意識しているような痕跡もそこにはない。よく彼のことを「北のコレッジョ」と呼ぶが、彼の作品は、たとえば黒が、さえない黄色、汚い灰色、不純な赤とコントラストをなすなど、けばけばしい雑多な色の奇怪な寄せ集めである。また人体の描き方も、線でざっと描いたものに上塗りしたに過ぎない。とはいえ、彼の作品は概ね興味深い。なぜならその絵の中には、野性的で幻想的な力強さがみなぎっているからである。
バルドゥングは肖像画家としても有名である。先にあげたマクシミリアン1世の他にも、神聖ローマ皇帝兼スペイン王カール5世の肖像画を描いている。バーデン＝ドゥルラハ辺境伯フィリップ1世の胸像は、1514年より前に、彼がバーデンを統治していたツェーリンゲン家と関係があったことを物語っている。またその後にも、バーデン＝バーデン辺境伯クリストフ1世、妻オッティリエと子供達を描いている。
デューラーやルーカス・クラナッハ同様に、バルドゥングも熱心な宗教改革の支持者であった。1518年にはアウクスブルクの帝国議会の場に居合わせたし、マルティン・ルターの木版画も1点作っている。その木版画の中でルターは上空に鳩のような形で浮いている精霊に護られている。

## ギャラリー

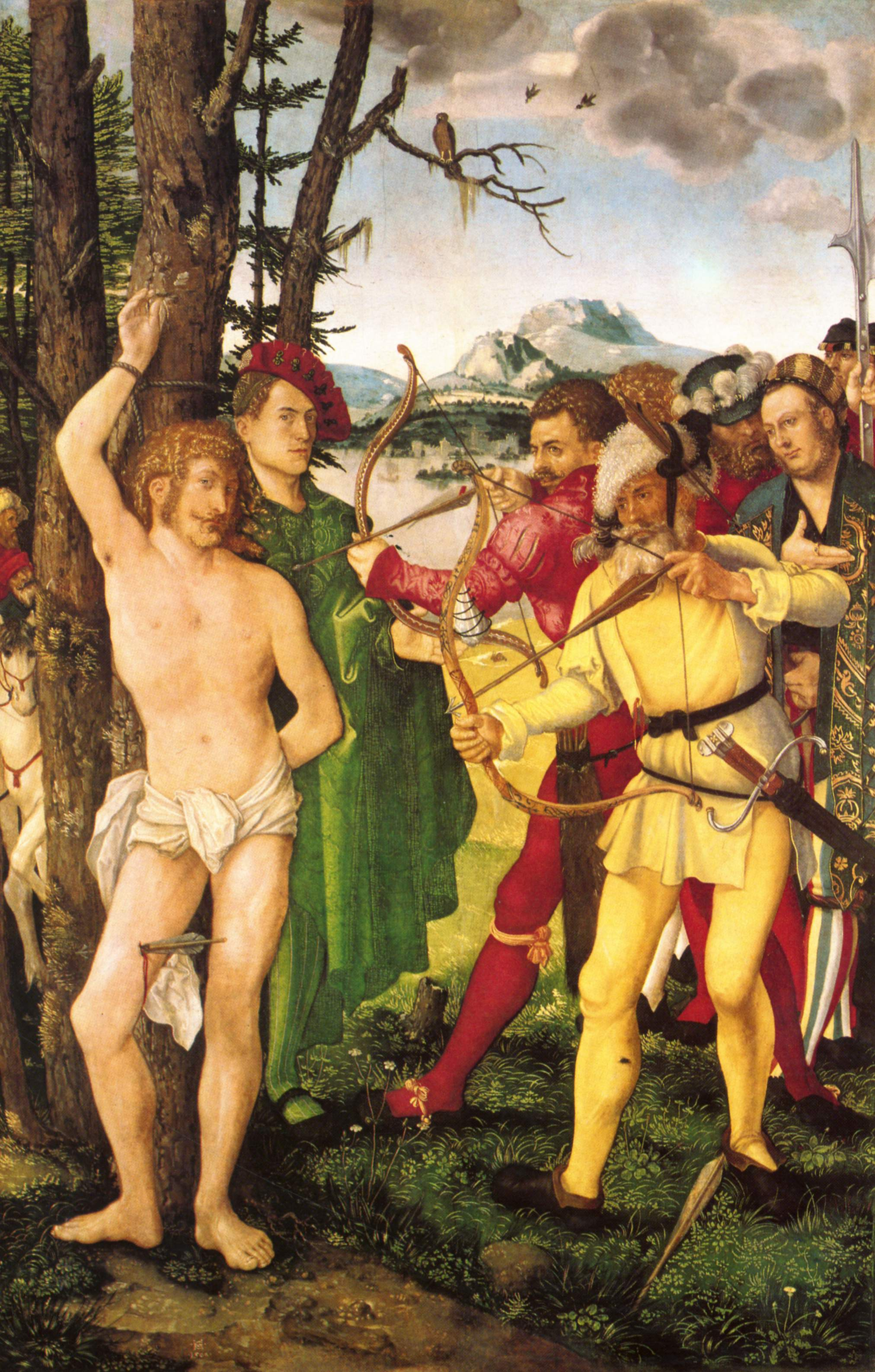
『聖セバスティアヌス三連祭壇画』の中央パネル（1507年） "Sebastiansaltar"
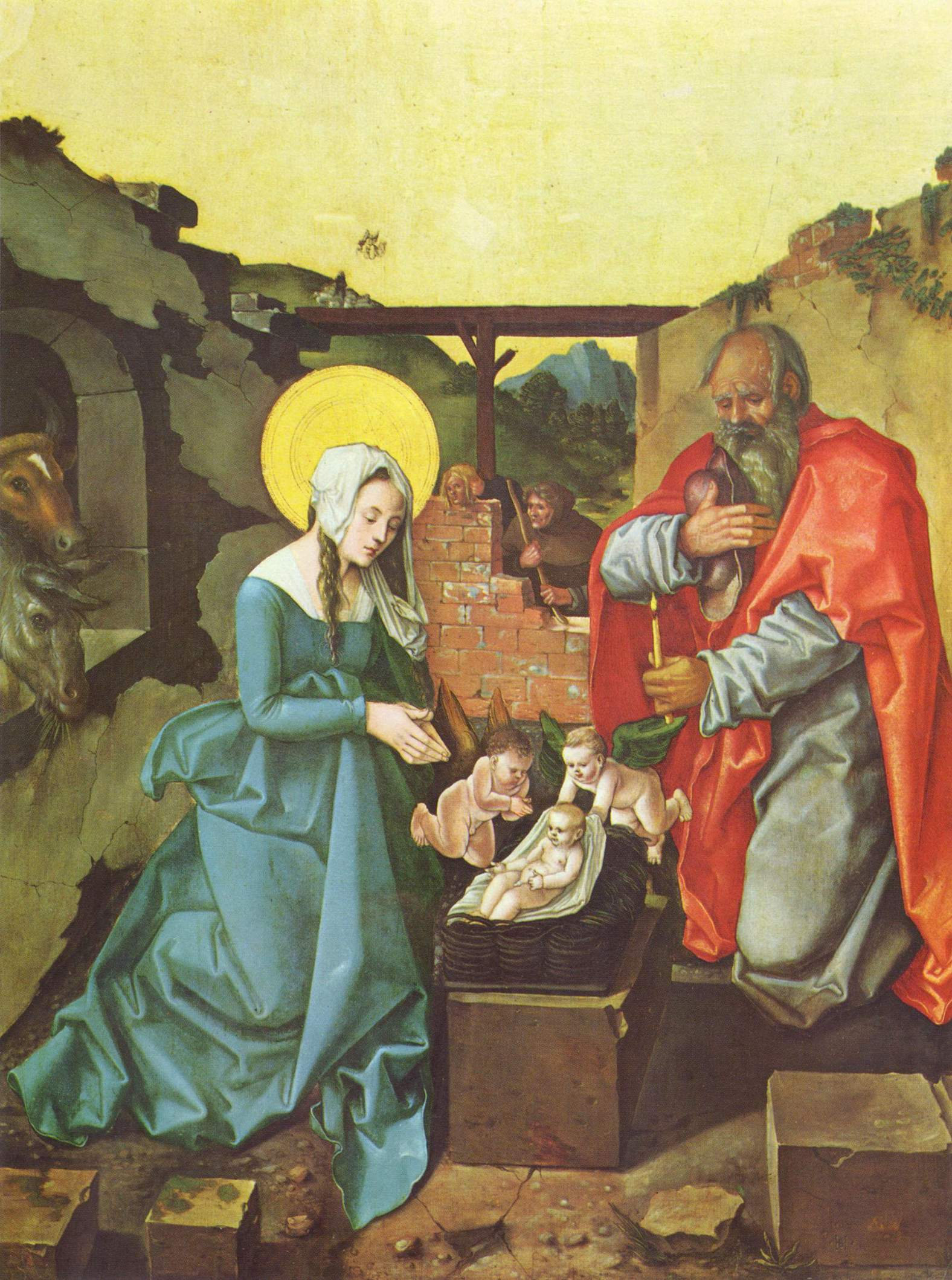
『キリストの誕生』（1510年） "Die Geburt Christi"
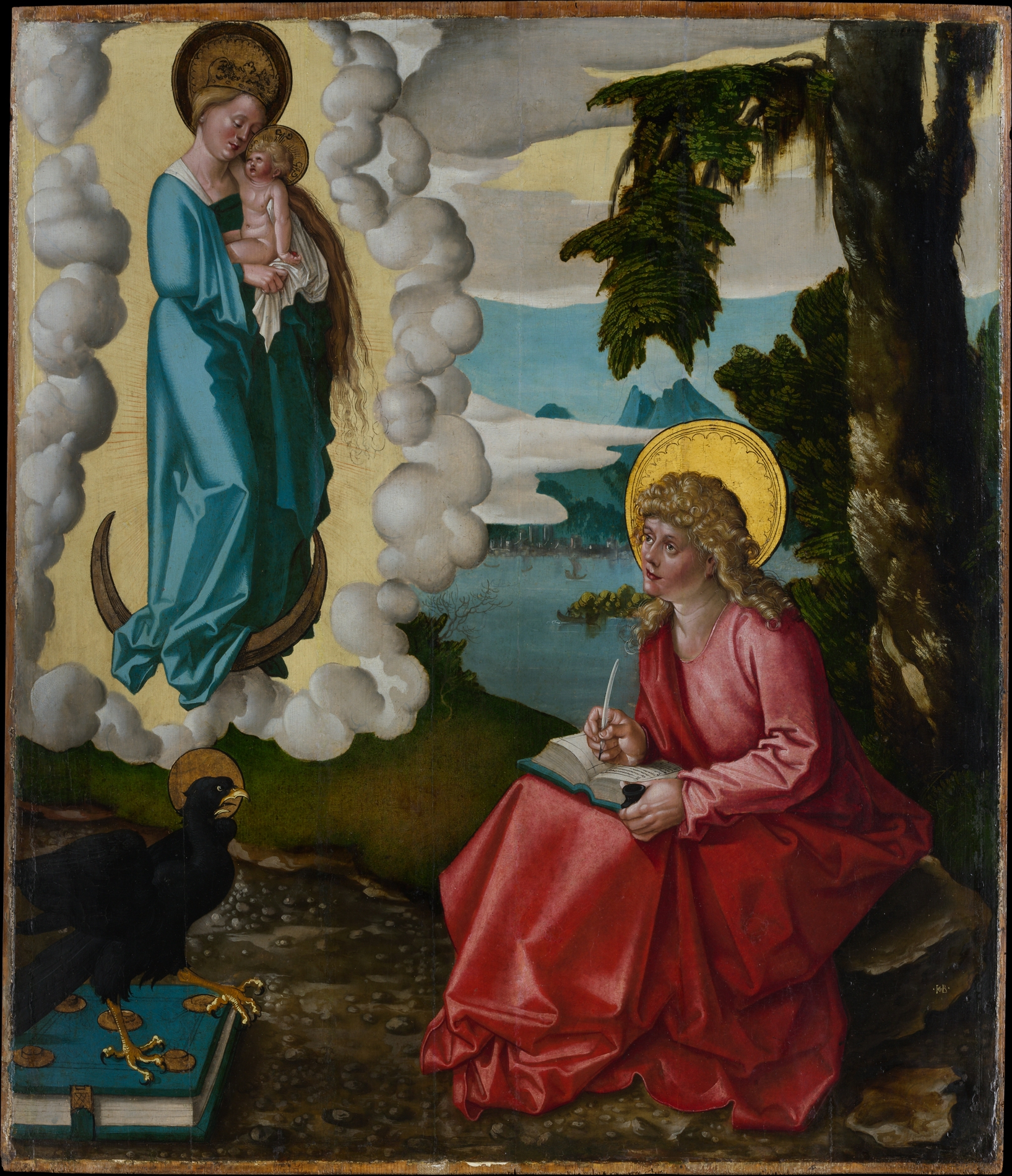
『パトモス島の聖ヨハネ』（1511年ごろ） メトロポリタン美術館 (ニューヨーク)
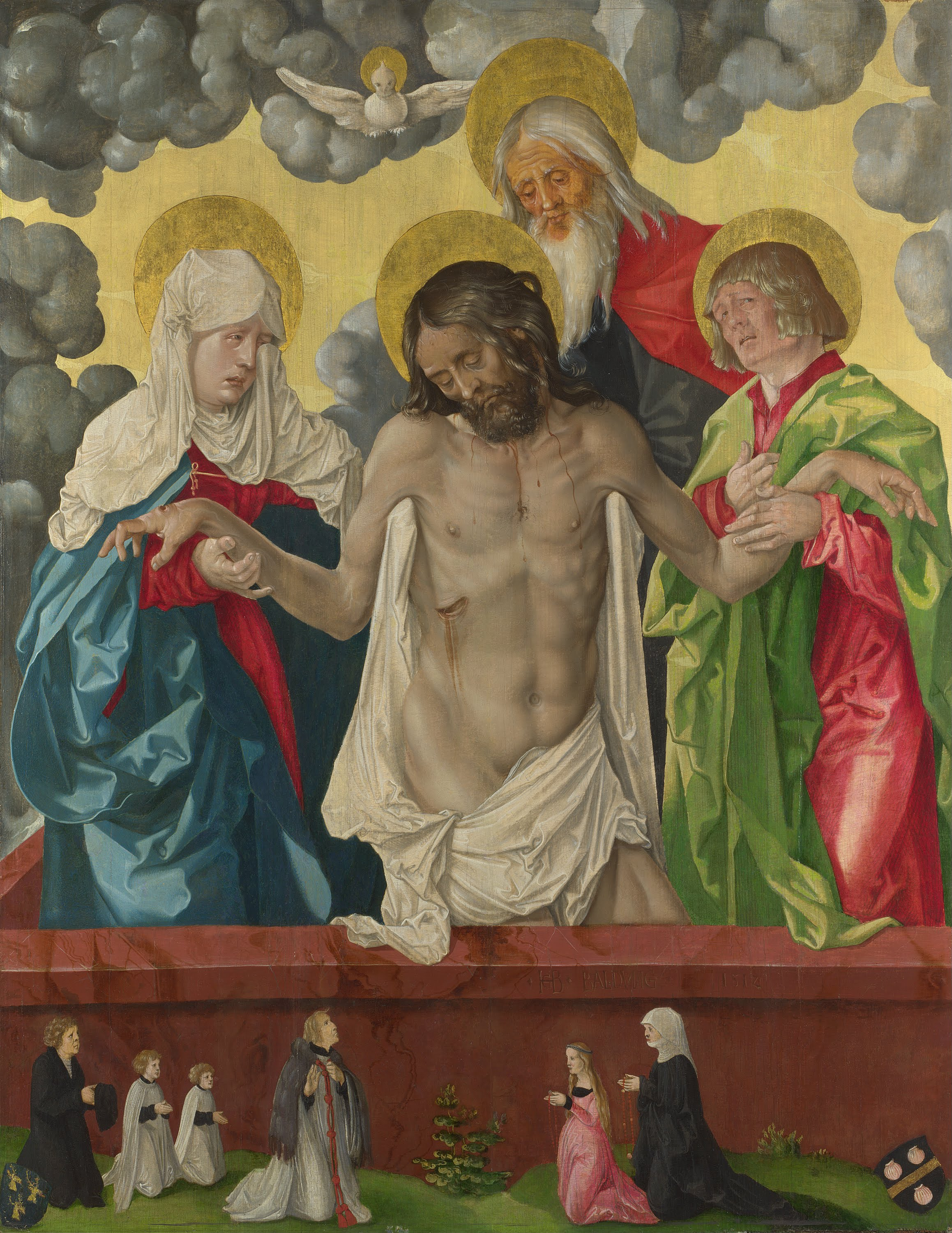
『三位一体と神秘的なピエタ』（1512年） ナショナル・ギャラリー (ロンドン)
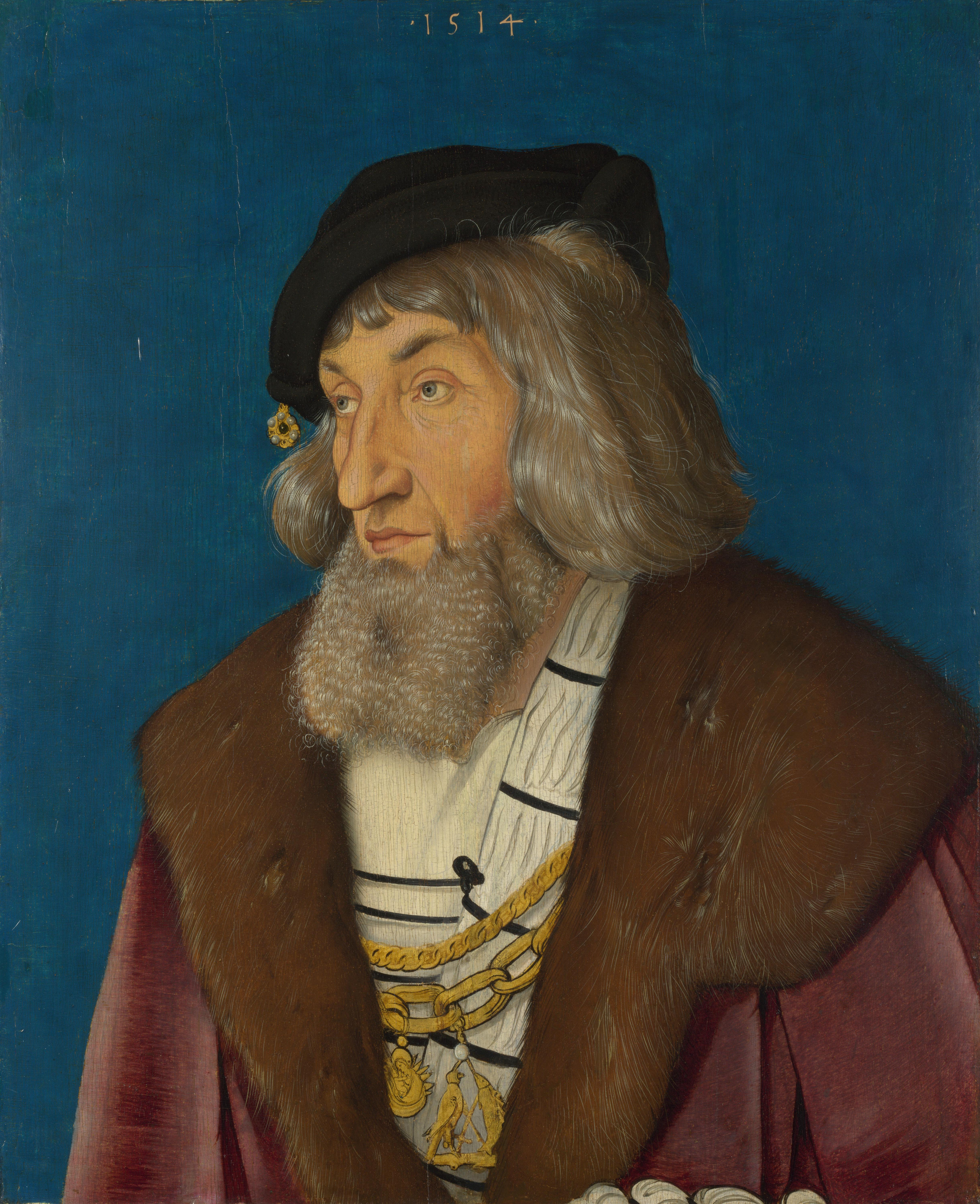
『男性の肖像』（1514年） ナショナル・ギャラリー (ロンドン)
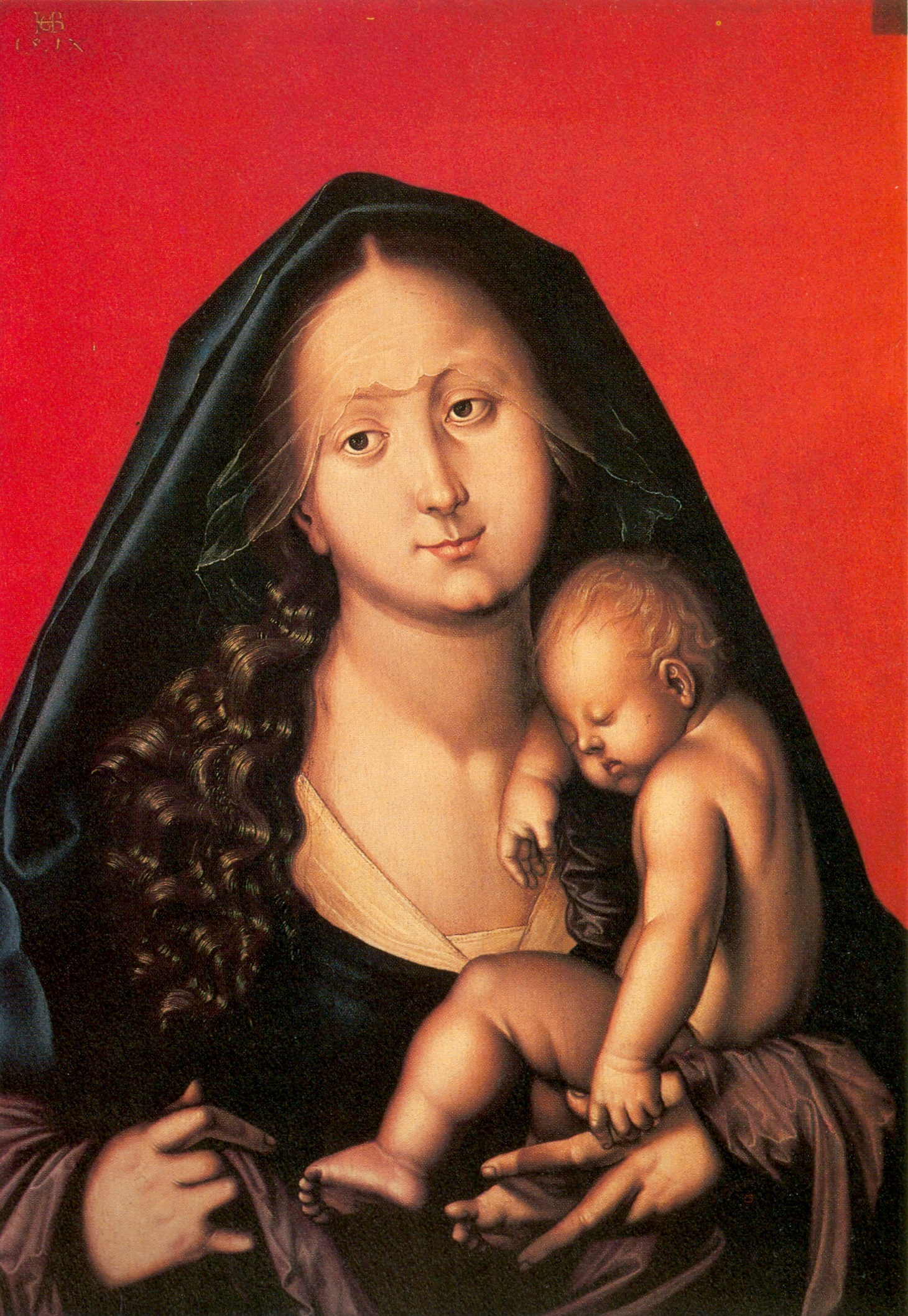
『マリアとイエス』（1520年） "Maria mit dem Kinde"
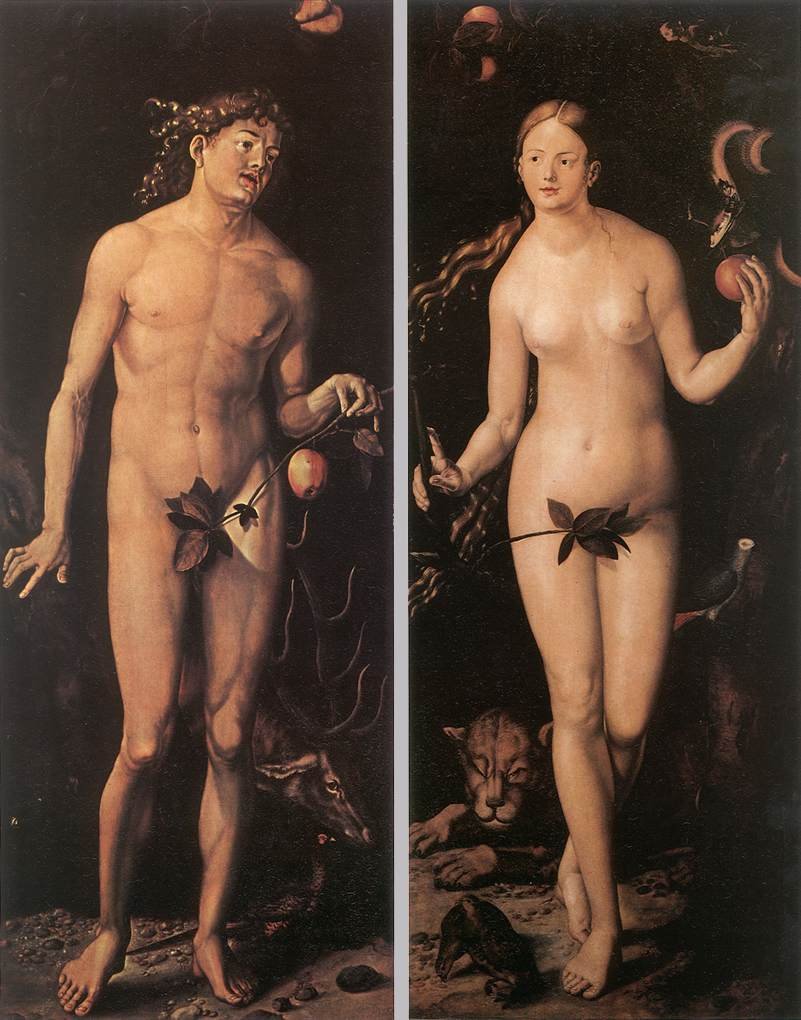
『アダムとイヴ』（1520年）ウフィツィ美術館 (フィレンツェ)
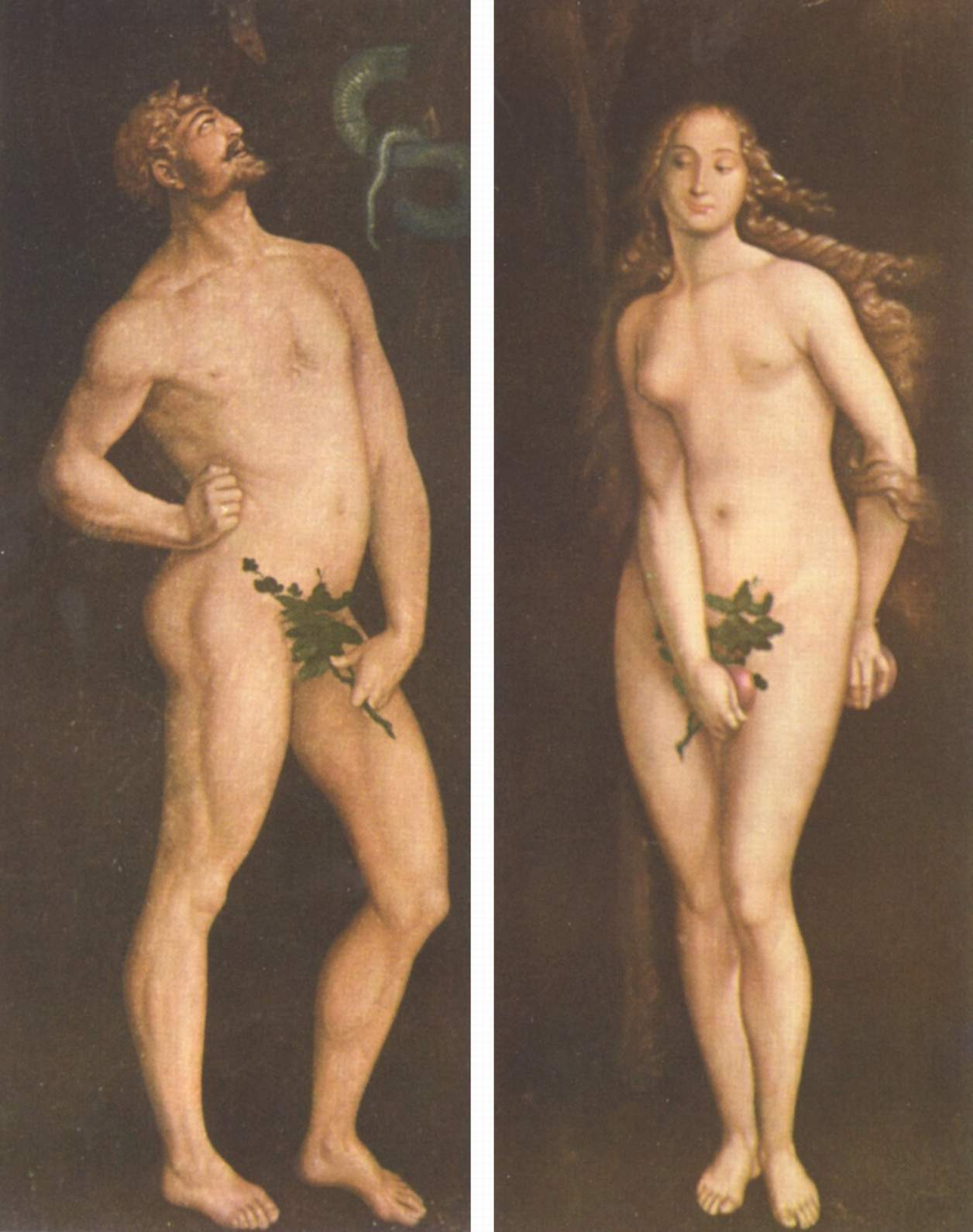
『アダムとイヴ』（1520-25年頃） "Adam. Eva"
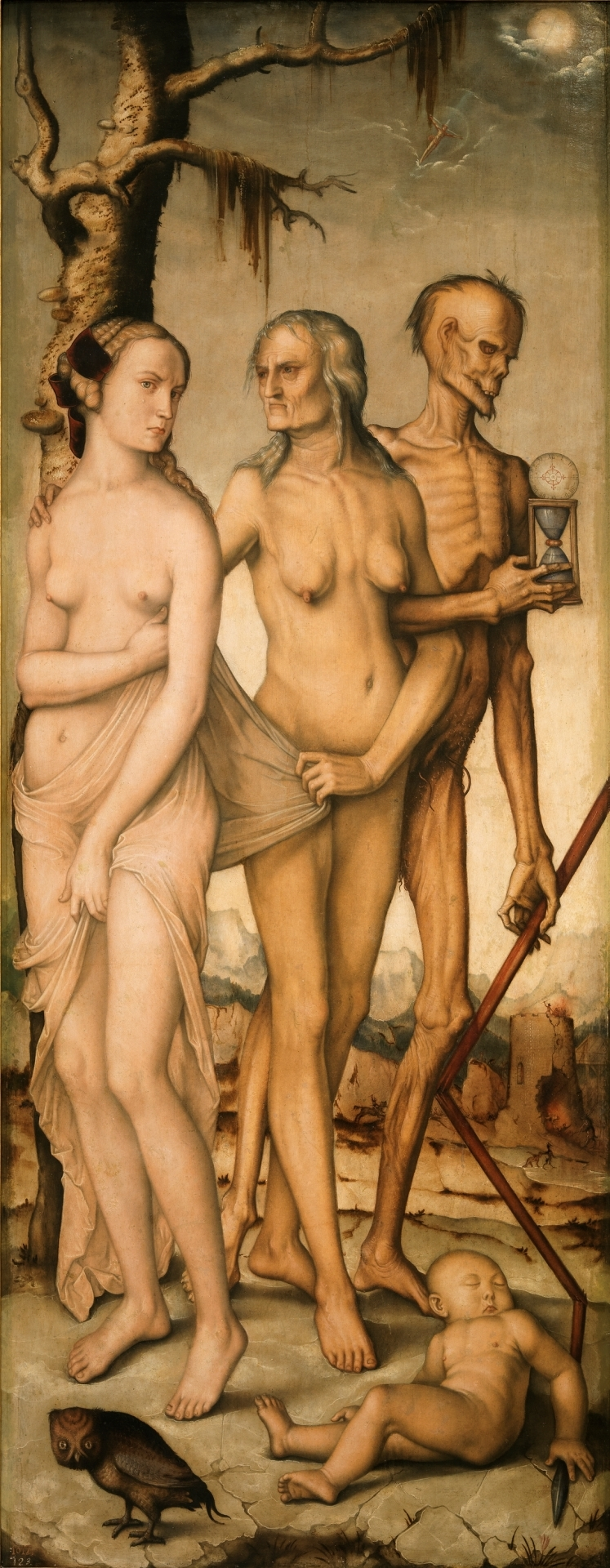
『人生の三段階と死』　(1541-1544年) プラド美術館 (マドリード)
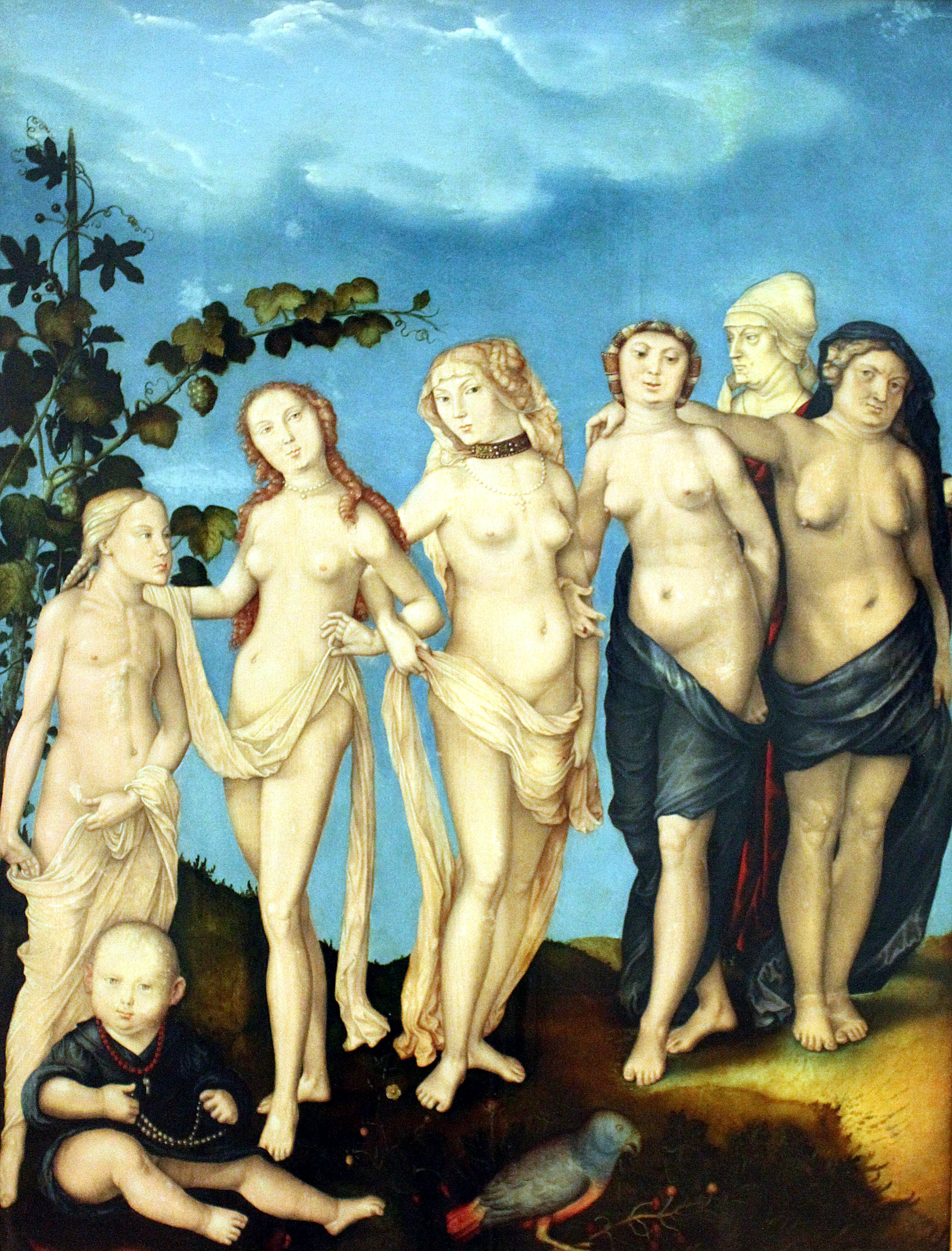
『女性の七つの年代』　(1544年) ライプツィヒ造形美術館 (ライプツィヒ)